# アメリカ士官協会
アメリカ士官協会（アメリカしかんきょうかい、英語：Military Officers Association of America、略称：MOAA）は、現役、退役、州兵、予備役ならびに元士官およびその家族など約38万人の会員を擁する、独立し非営利かつ政治的無党派の団体である。協会の主眼は、特に協会コミュニティに影響を及ぼしている法律制定について、軍人の事項を含むことである。協会は設立された1929年から2003年までは退役士官協会（Retired Officers Association、TROA）と称していたが、現在の名に改称している。
本部はバージニア州アレクサンドリアに置き、7つの制服着用勤務部門、すなわち合衆国陸軍、合衆国海軍、合衆国空軍、合衆国海兵隊、合衆国沿岸警備隊、合衆国公衆衛生局および海洋大気庁から36人の士官で構成される役員会で管理される。
会員資格は制服着用勤務部門の現役、退役、州兵、予備役、元士官および准士官がその対象となっている。